# 和多都美神社

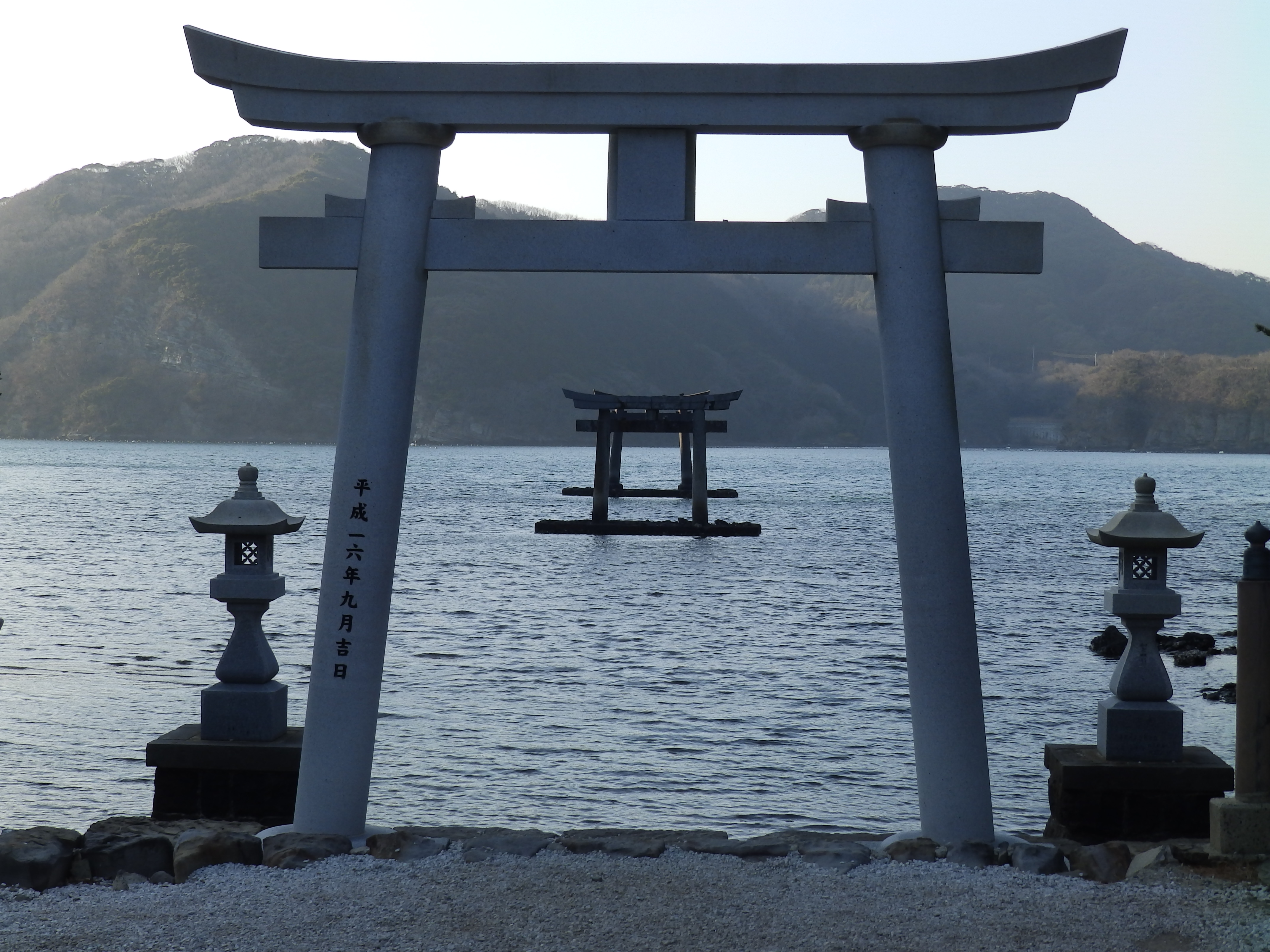
海に臨む鳥居

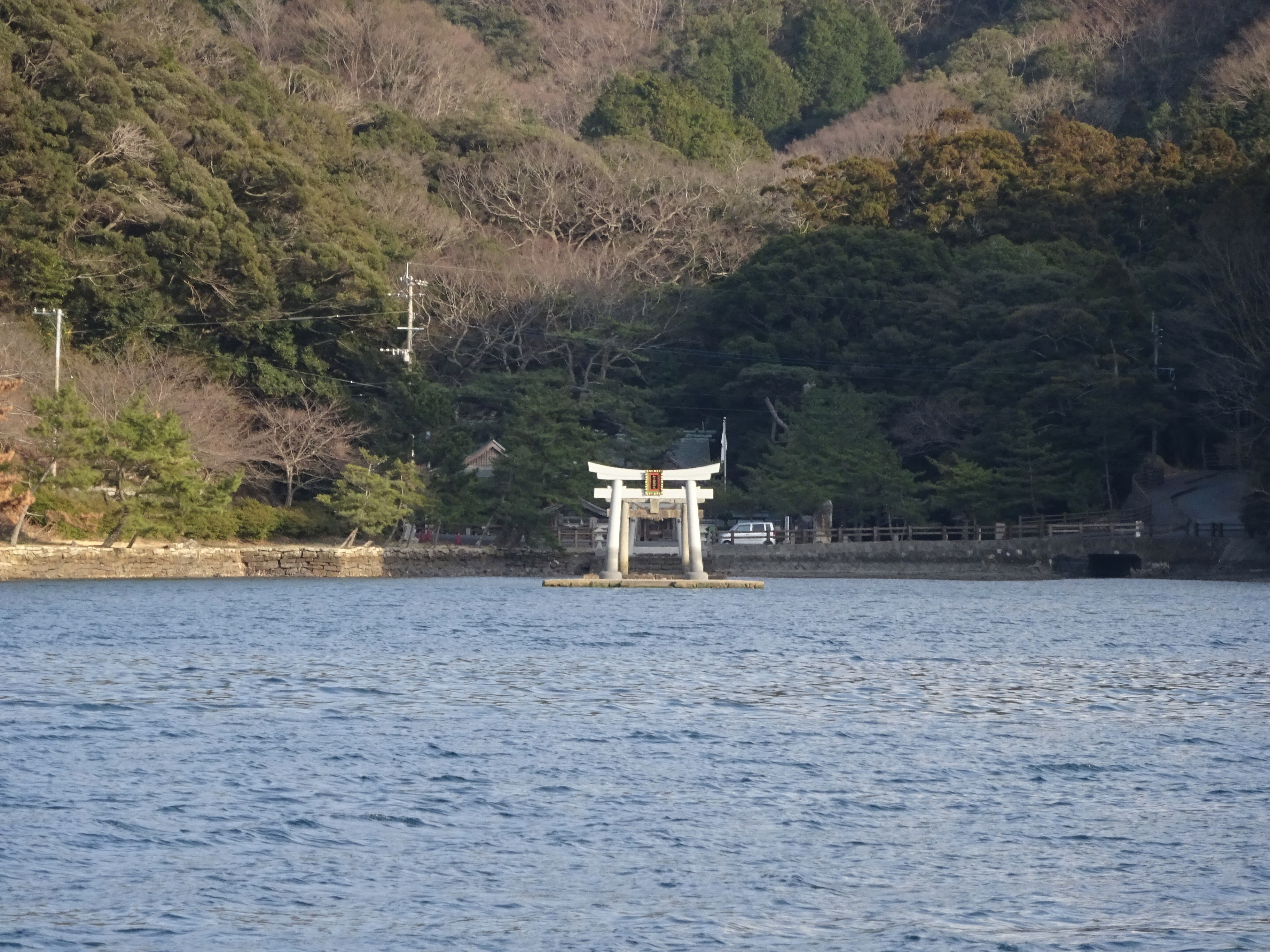
海側から見た鳥居

和多都美神社（わたづみじんじゃ）は、長崎県対馬市にある神社。式内社論社、旧社格は村社。

## 祭神
主祭神
- 彦火々出見尊
- 豊玉姫命

## 歴史
- 神代の昔、海神である豊玉彦尊が当地に宮殿を造り、この和多都美神社が鎮まる地を「夫姫（おとひめ）」と名付けたという。彦火々出見尊（ひこほほでみのみこと）と、その妻であり豊玉彦尊の娘である豊玉姫命（とよたまひめのみこと）の夫婦神が祀られている[1]。
- 『延喜式』の「神名帳」 に對馬嶋上縣郡「和多都美神社 名神大」とある。
- 貞観元年（859年）に清和天皇から従五位上の神階を賜る。
- 『三代実録』によれば永徳元年（1381年）に従一位を叙せられ、名神大社の一つ に数えられた。

## 伝承
豊玉彦尊には一男二女の神があり、男神は穂高見尊、二女神は 豊玉姫命・玉依姫命という。ある時、彦火々出見尊（山幸彦）は失った釣り針を探して上国より下向し、この宮に滞在すること3年、豊玉姫命を娶り妻としたと伝わる。
大潮の時期、満潮をむかえた境内では社殿の近くまで海水が到達することもある。その光景は龍宮を連想させ、豊玉姫命と彦火火出見尊の出会いに由来する「玉の井」や、満珠瀬・干珠瀬、磯良恵比須の御神体石などもある。
また、本殿の裏手の海宮山の原生林の中を少しく歩くと、磐座がみえてくる。この手前の壇が豊玉姫命の墳墓（御陵）である。ただ、豊玉姫命は”仁位の高山”に葬られたと社家には伝承されているので、この磐座は恐らく古い斎場の跡であったものが、戦後の混乱期に社家がいったん途絶した為、「豊玉姫の墳墓」と言われるようになったと考えられる。豊玉姫命を仁位の高山に葬った事については『楽郊紀聞』に和多都美宮司（わたづみのみやじ）が語ったものが記録されている。

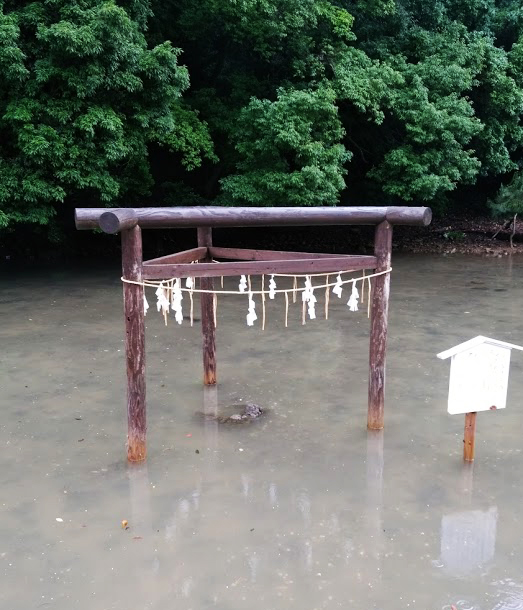
池の中の三柱鳥居

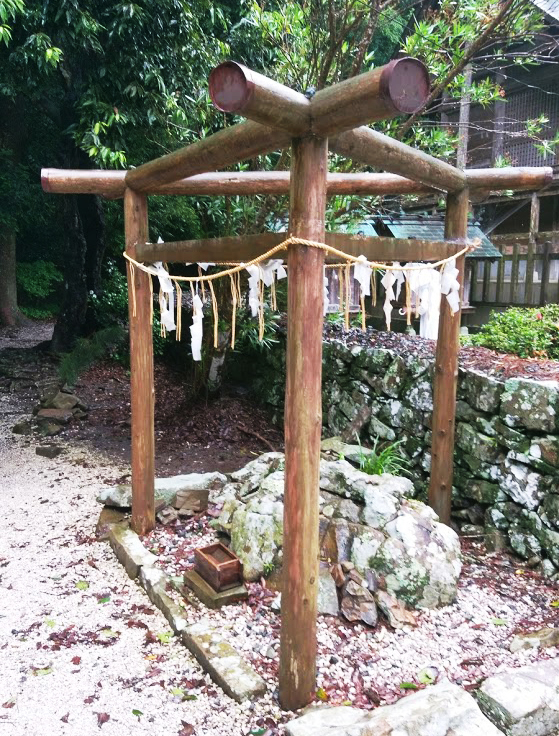
拝殿横の三柱鳥居

## 問題
- 一部の観光客が参拝目的ではなく神社を訪れ、タバコのポイ捨てや境内に痰や唾を吐き捨てる、さらにはマウンテンバイクでの立入禁止区域への乗り入れや、境内での排泄行為などの迷惑行為を繰り返し、注意する神社関係者とのトラブルが発生していた。2025年3月、神社はインスタグラムで氏子、崇敬者以外の境内への立ち入り、神社の建物・工作物等すべての写真撮影、動画撮影、ライブ配信等を禁じる方針を表明した[2]。

## 現地情報
鎮座地
- 長崎県対馬市豊玉町仁位和宮55

境内
- 全国的にも珍しい 三柱鳥居が2か所にある。

## 周辺関連施設
- 浅茅湾
- 豊玉町郷土館